# Comune
Il termine comune indica, dal punto di vista geografico amministrativo, nel linguaggio moderno, alcune entità non coincidenti, ma strettamente collegate. Per comune si può intendere la suddivisione amministrativa territoriale, più precisamente il cosiddetto territorio comunale, i cui confini sono stabiliti dalla legge. 
Dal punto di vista del diritto pubblico il comune è un ente territoriale, ovverosia un'entità geografica amministrativa composta dal territorio comunale e dall'ente pubblico, dotato di personalità giuridica, detto anch'esso comune, che amministra, per competenza territoriale, e che possiede, almeno in parte, il territorio comunale. Il comune amministratore rappresenta la comunità, ne cura gli interessi e ne promuove lo sviluppo ed è dotato di un certo grado di autonomia amministrativa. Il comune amministratore è l'ente locale più vicino al cittadino comunale (principio di sussidiarietà verticale) dal momento che il comune è anche il centro abitativo nel quale si svolge la vita personale e sociale dei suoi abitanti. 
Come universalità patrimoniale il comune, inteso come il territorio di proprietà del comune ente locale amministratore, spesso non coincide con il territorio comunale, perché vi possono essere aree demaniali (come per esempio spiagge, boschi, territori montani) di proprietà dello Stato e di varia competenza e amministrazione, per esempio regionale, ma spesso comunale, in genere mista a secondo della materia, ovverosia dell'oggetto e della natura della azione amministrativa da effettuarsi.
Con comune si intende, in modo impreciso, nel linguaggio popolare, anche la città, o il paese, ovverosia il centro abitativo principale del territorio comunale, di norma sede amministrativa del comune, che però è solo una parte del territorio comunale e che nei casi ne lambisca i confini comunali può essere costituita anche dalle porzioni densamente urbanizzate di comuni confinanti.

## Etimologia
Il termine "comune" ha origine dalle omonime istituzioni post-feudali, ma l'istituto affonda le sue origini nella pólis, la città-Stato greca.
Il termine "comune" deriva dalle comunità rurali composte da contadini residenti, ovvero villani, in genere o lavoratori semiliberi e liberi che componevano i vicini ovvero gli abitanti delle ville o dei vicus, ovvero i villaggi, che si riunivano per definire insieme il rispetto delle leggi (regulae), ma soprattutto l'elezione del loro rappresentante davanti alle autorità maggiori. 

## Descrizione
Con la nascita dei Comuni i testi in prosa «presentano una novità formale di grande rilevanza: ogni comune doveva, poco dopo i suoi inizi, stabilire i modi per garantire la memoria della propria storia. (...) i monasteri e i vescovadi, nel primo Medioevo, erano partiti dai calendari per annotarsi gli avvenimenti; ora sono con ogni probabilità i protocolli notarili lo strumento ove registrare, di anno in anno, personaggi, date, luoghi e fatti, innanzitutto interni alla vita politica comunale (...) gli autori sono per lo più notai (i notai erano, in epoca romana, gli stenografi del Senato, e solo in epoca medievale assumono il ruolo di ufficiale che certifica pubblicamente gli atti privati)». Per intendere l'insieme delle autorità comunali vengono usati come sinonimi anche municipio o municipalità. 
Nella maggior parte degli ordinamenti di diritto positivo occidentali il comune è il centro della vita di relazione dell'individuo, dal momento che il suo territorio coincide quasi sempre con quello di un centro abitato (città o borgo), più le campagne circostanti, con le eventuali case sparse, ed eventuali nuclei o centri abitati strettamente interdipendenti, o che si presumono tali, con il nucleo abitativo principale (che possono godere di particolari forme di partecipazione: vedi ad esempio per l'Italia le frazioni). Questa caratteristica, sulla spinta delle esigenze di autonomia manifestatesi per prime in epoca medievale, in Italia centro-settentrionale, ha portato alla concessione alle città, e poi al conferimento di diritto, di particolari forme di autonomia amministrativa, organizzativa e in alcuni casi politica (negli Stati Uniti d'America, ad esempio, i comuni legiferano).

## In Europa
| Paese                | Denominazione                                 | Numero                     | Suddivisione sovraordinata    |
| -------------------- | --------------------------------------------- | -------------------------- | ----------------------------- |
| Albania              | Bashki/Komun                                  | 61 comuni                  | Prefetture                    |
| Andorra              | Parròquia                                     | 7 comuni                   | -                             |
| Armenia              | համայնք                                       | 914 comuni                 | Provincia                     |
| Austria              | Gemeinde                                      | 2 098 comuni               | Distretto                     |
| Azerbaigian          | Bələdiyyə                                     | 78 comuni                  | Distretto / Regione autonoma  |
| Belgio               | Commune/Gemeente/Gemeinde                     | 581 comuni                 | Provincia                     |
| Bosnia ed Erzegovina | Općina/Oпћина                                 | 142 comuni                 | Cantoni / Regioni             |
| Bulgaria             | Oбщина (Obščina)                              | 265 comuni                 | Distretto                     |
| Cipro                |                                               | comuni                     | Distretti                     |
| Città del Vaticano   | -                                             | -                          | -                             |
| Croazia              | Općina                                        | 556 comuni                 | Regione                       |
| Danimarca            | Kommune                                       | 98 comuni                  | Regione                       |
| Estonia              | Omavalitsus                                   | 79 comuni                  | Contee                        |
| Finlandia            | Kunta                                         | 311 comuni                 | Regione                       |
| Francia              | Commune                                       | 35 357 comuni              | Dipartimento                  |
| Georgia              | მუნიციპალიტეტი                                | 72 comuni                  | Regione                       |
| Germania             | Gemeinde                                      | 10 848 comuni              | Circondario                   |
| Grecia               | Δήμος (Dimos)                                 | 325 comuni                 | Unità periferica              |
| Irlanda              | County borough                                | -                          | Contee                        |
| Islanda              | Sveitarfélög                                  | 72 comuni                  | Regione                       |
| Italia               | Comune                                        | 7 901 comuni               | Provincia/Città metropolitana |
| Lettonia             | Novads                                        | 118 comuni                 | -                             |
| Liechtenstein        | Gemeinde                                      | 11 comuni                  | -                             |
| Lituania             | Savivaldybė                                   | 60 comuni                  | Contea                        |
| Lussemburgo          | Commune                                       | 102 comuni                 | Cantone                       |
| Macedonia del Nord   | Oпштина (Opština)                             | 80 comuni                  | Regione                       |
| Malta                | Kunsill lokali                                | 68 consigli locali         | Regione                       |
| Moldavia             | Comună                                        | 411 comuni                 | Distretto                     |
| Monaco               | Commune                                       | 1 (Comune di Monaco)       | -                             |
| Montenegro           | Oпштина (Opština)                             | 24 comuni                  | -                             |
| Norvegia             | Kommune                                       | 422 comuni                 | Contea                        |
| Paesi Bassi          | Gemeente                                      | 355 comuni                 | Provincia                     |
| Polonia              | Gmina                                         | 2 478 comuni               | Distretto                     |
| Portogallo           | Concelho                                      | 308 comuni                 | Distretto                     |
| Regno Unito          | County ward e city                            | definizione non univoca    |                               |
| Rep. Ceca            | Obec                                          | 6 254 comuni               | Regione                       |
| Romania              | Comuna                                        | 2 686 comuni               | Distretto                     |
| Russia               | Горсовет (Gorsovet)                           | comuni                     | variabile                     |
| San Marino           | Castello                                      | 9 castelli                 | -                             |
| Serbia               | Oпштина (Opština)                             | 117 comuni                 | Distretto                     |
| Slovacchia           | Obec                                          | 2 891 comuni               | Regione                       |
| Slovenia             | Občina                                        | 212 comuni                 | -                             |
| Spagna               | Municipio                                     | 8 118 comuni               | Provincia                     |
| Svezia               | Kommun                                        | 290 comuni                 | Contea                        |
| Svizzera             | Commune/Comune/Gemeinde                       | 2 212 comuni               | Distretto/Cantone             |
| Ucraina              | Територіальна громада (Terytorial'na hromada) | 1469 comunità territoriali | Distretti                     |
| Ungheria             | Község                                        | 3 152 comuni               | Contea                        |

### Italia
In Italia i comuni sono dotati di un sindaco, una giunta e un consiglio. Il numero dei membri della giunta e del consiglio sono variabili in funzione della popolazione del comune. In deroga a questo principio, i comuni sedi di province sono sempre considerati come se avessero una popolazione superiore a 100 000 abitanti.
Sino all'entrata in vigore del d.lgs. 18 agosto 2000, n. 267, recante il nuovo ordinamento degli enti locali, il termine "municipio" era sinonimo di comune e non la sede dell'amministrazione, che è chiamata dal legislatore e dagli statuti dei singoli enti di volta in volta in modo diverso (casa comunale, residenza municipale, palazzo di città, palazzo civico sono i più comuni). Tuttavia è diffuso il convincimento che tale parola indichi la sede del comune. L'ambiguità nasce dal fatto che la maggior parte dei palazzi comunali storici reca l'indicazione «Municipio» (come, d'altronde, sulle facciate delle sedi delle province è solitamente scritto «Provincia»).
Il nuovo testo unico degli enti locali stabilisce che il termine "municipio" designa una forma di decentramento, diversa dalla circoscrizione, propria dei comuni nati dalla fusione di comuni preesistenti. A questo si aggiunga che alcuni comuni hanno denominato, all'interno del proprio statuto, "municipio" o "municipalità" le circoscrizioni di decentramento. Questo ha fatto sì che le parole "comune" e "municipio" hanno cessato di essere sinonimi.
La norma non si applica alle regioni a statuto speciale dotate di potestà legislativa esclusiva in materia di ordinamento degli enti locali. In particolare, nella Regione siciliana il termine "municipio" è sinonimo di "comune" e nei comuni che hanno il titolo di città non si usa la denominazione "Città di" al posto di "Comune di", come ad esempio Città di Portici anziché Comune di Portici, bensì "Municipio della città", come ad esempio Municipio della città di Mistretta.
Generalmente i comuni italiani sono composti da uno o più abitati e la denominazione del comune coincide con quella dell'abitato capoluogo, che quasi sempre è anche il maggiore centro del comune. Capita talvolta che il capoluogo si sia trasferito, ma il comune abbia mantenuto la denominazione storica: curioso è il caso di Galliera, in cui una frazione, denominata San Venanzio, assumendo di fatto le funzioni di capoluogo, ha finito per acquisire il nome del capoluogo storico, Galliera, mentre quest'ultimo, divenuto una frazione, viene oggi identificato come Galliera frazione. Sono rarissimi i casi di comuni che hanno la casa comunale in altri comuni e quasi sempre per originaria provvisorietà (vedi il caso di Africo).
Per comuni sparsi si intendono quei comuni composti da vari abitati slegati tra loro, nessuno dei quali dà il nome al comune. Ad esempio, il comune Olevano sul Tusciano è formato dagli abitati Monticelli, Salitto e Ariano, con sede comunale in quest'ultimo.
In Italia, nelle regioni a statuto ordinario in cui si applica il decreto legislativo n. 267/2000 (noto come testo unico degli enti locali), municipio è detto un ente rappresentativo delle comunità d'origine all'interno dei comuni soppressi. Altresì i termini "municipio" e "municipalità" sono utilizzati negli statuti dei comuni di Napoli, Milano, Genova, Venezia e Torino, nonché di Roma Capitale, per indicare le circoscrizioni di decentramento. Inoltre Pirri, in Sardegna, che fu comune autonomo fino al 1927 e poi frazione del comune di Cagliari, ne è dal 2006 una municipalità e possiede un suo consiglio autonomo a cui il Comune ha demandato diverse funzioni.

### Svizzera
In accordo con i principî sanciti dalla rivoluzione francese sulla base dei diritti rivendicati dalle città nel Medioevo (età comunale), in Svizzera la sovranità dei comuni è stata riconosciuta a livello federale solo agli inizi del XXI secolo (la norma peraltro non è ancora recepita da tutti i cantoni).

### Regno Unito
Nel Regno Unito solo le città dotate di una cattedrale (dette cities) godono dell'autonomia, mentre tutte le altre sono solo distretti della contea di appartenenza (county ward).
La città di Londra, essendo sede di due cattedrali (Saint Paul e Westminster), è amministrata da due distinte cities: la City of London, corrispondente alla città romana, centro degli affari economici e sociali, e la City of Westminster. La sua area metropolitana (la Greater London) è suddivisa in boroughs. La city of Westminster e tutti i boroughs condividono un unico sindaco, detto Mayor of London, eletto a suffragio universale. La city of London ha invece un sindaco nobile, di nomina regia, chiamato Lord Mayor.
In base a una riforma varata negli anni 2000, ci sono diverse tipologie di local authorities che amministrano le località che non costituiscono cities né ne fanno parte.

## In America
- In Argentina, un comune fa parte di un dipartimento (departamento) che dipende da una delle 23 province
- In Brasile, un municipio fa parte di uno stato federato
- In Ecuador, un  cantone fa parte di una provincia
- In Paraguay, un districto fa parte di un departamento
- In Perù, un distrito fa parte di una provincia
- In Porto Rico, un municipio è una divisione amministrativa a sé stante
- Nella Repubblica Dominicana, il comune fa parte di una provincia
- In Canada, le municipalità sono chiamate in diversi modi a seconda della provincia (città, villaggio, distretto, parrocchia, cantone o municipalità)
- Negli Stati Uniti d'America, una city fa parte di una contea (denominazioni diverse a seconda degli Stati)

## In Africa
- In Algeria, un comune fa parte di una daira (sottoprefettura) che dipende da una wilaya (provincia)
- In Benin, un comune fa parte di un Dipartimento.
- In Mali, una commune fa parte di un circolo
- Nella Repubblica Democratica del Congo, una commune fa parte di una città, mentre in campagna ci sono i territori

## In Asia
- In Giappone, uno Shichōson, che consistono di Shi (città), Chō (cittadina) Son (villaggio), fa parte di un Distretto che a sua volta fa parte di una Prefettura
- In India un comune fa parte di un distretto

## In Oceania
- In Nuova Caledonia, un commune raggruppa più villaggi

## Statistiche
- Comune più esteso del mondo: Sermersooq (Groenlandia) 531900 km².
- Comune più abitato: Chongqing (Cina) 31 442 300 abitanti, il comune ha lo status di provincia direttamente controllata dal governo cinese. Invece il comune propriamente detto con più abitanti è Shanghai (Cina) che ha 23 019 148 abitanti.
- Comuni meno abitati: Rochefourchat 1 abitante nel 2019 e i Villaggi morti per la Francia e Pryp"jat' in Ucraina, tutti con 0 abitanti.
- Comune più a nord del mondo: Barrow (Alaska) con 2 015 abitanti.
- Comune più a sud del mondo: Cabo de Hornos (Cile) con 2 262 abitanti.